# Савез националних мањина Републике Српске
Савез националних мањина Републике Српске је удружење од јавног интереса у коме се добровољно удружују припадници националних мањина у Републици Српској ради остварења својих права.
Савез је формиран 2004. године. Чине га 12 удружења националних мањина: Чеха, Италијана, Јевреја, Мађара, Македонаца, Нијемаца, Пољака, Рома, Словака, Словенаца, Украјинаца и Црногораца.